# Dicionario biográfico de Galicia
El Dicionario biográfico de Galicia, en tres volums, fou publicat a partir de novembre de 2010 per Ir Indo Edicións.

## Descripció
Amb més de 4.100 biografies de gallecs de tots els temps, el diccionari es defineix com una eina de consulta per a facilitar el treball a escolars i professionals en l'ús del gallec.
El text es presenta a dues columnes i incorpora petites fotografies, sempre en blanc i negre. S'agrupen en tres toms, cadascun d'ells amb un índex alfabètic al final, que inclou prop de cinc-centes entrades de dones:
- Tom I, publicat en 2010, 1.168 entrades: De Abad Abad, Manuel a Docampo Reguengo, Miguel
- Tom II, publicat en 2011, 1.444 entrades: De Docobo Durántez, José Ángel a Moreiras Collazo, Eduardo
- Tom III, publicat en 2011, 1.503+24 entrades: De Moreiras Montero, Juan Miguel a Zumalave Caneda, Maximino

Les pàgines 322-333 del Tom III inclouen un annex del Tom I, amb 24 entrades, que comença amb Abad Vidal, Xosé i acaba amb Díaz García, Juán Ramón.

## Crítica
A l'obra no apareixen els reis de Galícia.
Les entrades apareixen ordenades segons el nom complet i no pel més conegut, així, per exemple, no es troba l'entrada "Castelao" o "Reixa, Antón" sinó "Rodríguez Castelao, Afonso Daniel Manuel" i "Rodríguez Reixa, Antón".
Endemés, els noms de pila apareixen galleguitzats.